# 379155 Volkerheinrich
379155 Volkerheinrich è un asteroide della fascia principale. Scoperto nel 2009, presenta un'orbita caratterizzata da un semiasse maggiore pari a 2,3756593 UA e da un'eccentricità di 0,2111488, inclinata di 5,42869° rispetto all'eclittica.